# Campbell-Railton Blue Bird
Pour les articles homonymes, voir Bluebird.
La Campbell-Railton Blue Bird était la dernière voiture de records de vitesse sur terre de Sir Malcolm Campbell, souvent appelée L'Oiseau Bleu en français.

## Origines
Sa précédente Campbell-Napier-Railton Blue Bird de 1931 a été reconstruite de manière significative. La ligne générale et le simple châssis en deux rails sont restés, mais presque rien d'autre. La carrosserie réduite au strict minimum, la calandre en forme de pierre tombale et les roues semi-carénées gardent un air de famille, mais la mécanique est neuve. Un moteur plus gros, plus lourd et nettement plus puissant, le Rolls-Royce R V12, également avec compresseur, a remplacé l'ancien Napier Lion. Il nécessita deux éminentes excroissances au sommet de la carrosserie, pour couvrir les culasses du moteur V12,,.

## 1933
La première tentative de la nouvelle Blue Bird se fit à nouveau à Daytona, établissant un record de 272 miles/h (438 km/h), le 22 février 1933.
Campbell avait maintenant une voiture avec toute la puissance qu'il voulait, mais pas les moyens de l'utiliser entièrement, le patinage étant un problème générant une perte de vitesse de pointe de peut-être 80 km/h.

## 1935

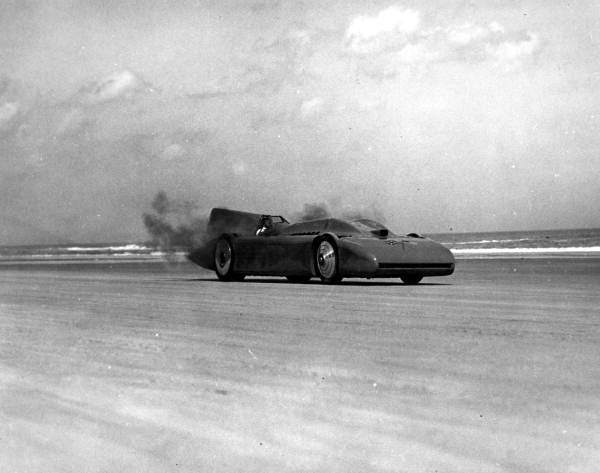
sur la Plage de Daytona en 1935

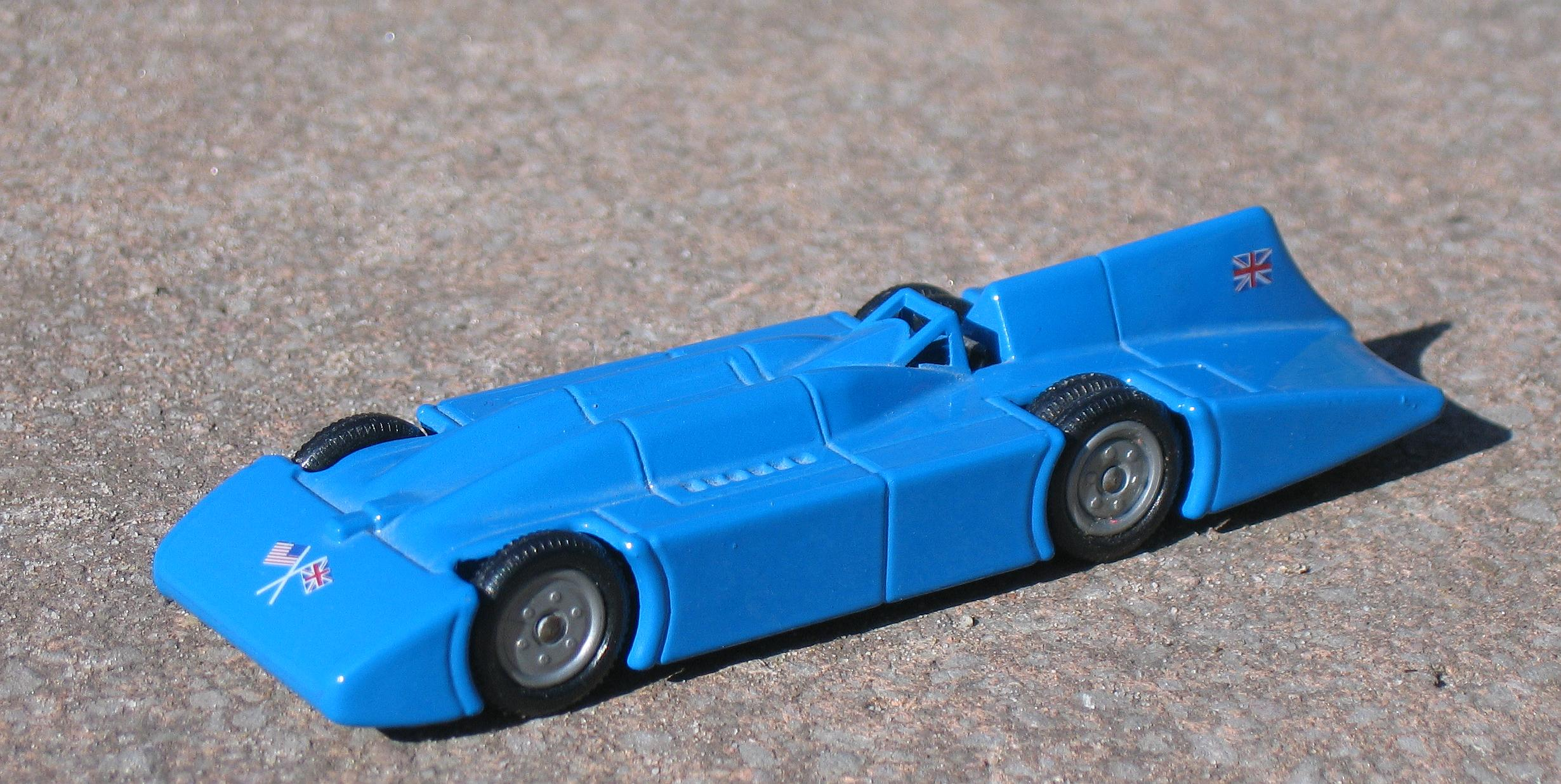
Jouet moderne Lledo de l'Oiseau Bleu de 1935

Visuellement la voiture était tout à fait différente. La carrosserie est maintenant de section rectangulaire sur toute sa longueur. Bien qu'elle fût plus haute, cette augmentation de largeur donna l'impression d'une voiture plus basse et plus élégante, accentuée par le long empennage de stabilisation et les crêtes couvrant le moteur. Cet Oiseau Bleu était clairement une conception moderniste des années '30, et n'avait plus de rapport avec l'héroïsme brutal des années '20.
Les modifications apportées à la voiture ont porté sur l'amélioration de la traction, plutôt que sur l'augmentation de la puissance déjà généreuse. Des double roues et pneus sont montés sur l'essieu arrière, pour améliorer l'adhérence. Le dernier disque a également été divisé en plusieurs disques de chaque côté. Cette réduction de la charge sur chaque disque a permis d'abaisser la place du conducteur, mais imposa un empattement asymétrique, raccourci sur un côté de 1½"(37 mm). La voiture est équipée d'aérofreins actionnés par un grand cylindre à air. Pour plus de rationalisation, l'admission d'air du radiateur pouvait être fermé par un rabat pendant une brève période, lors de l'enregistrement du record.
L'Oiseau bleu a fait sa première tentative de record à nouveau sur la plage de Daytona Beach au début de 1935. Le 7 mars 1935 Campbell a poussé son record à 276,82 miles/h (445,50 km/h), mais l'inégalité du sable a causé une perte d'adhérence et il savait que la voiture était capable de plus.
Cette voiture plus rapide avait besoin d'une arène plus grande et plus lisse, et cela a conduit au lac salé de l'Utah. Cette fois, le jeune Donald Campbell accompagne son père. Le 3 septembre 1935, la barrière des 300 miles/h est franchie à 301,34 mi/h (soit 484,96 km/h), couronnant la carrière de Sir Malcolm Campbell.

## La survie aujourd'hui
Alabama Motor Speedway Hall of Fame, Talladega, Alabama, États-Unis
Il y a une réplique dans la Campbell galerie au Lakeland Motor Museum, en Angleterre.
L'original est situé au Motorsports Hall of Fame of America, au tour center du Daytona International Speedway.